# ASEAN Plus Three

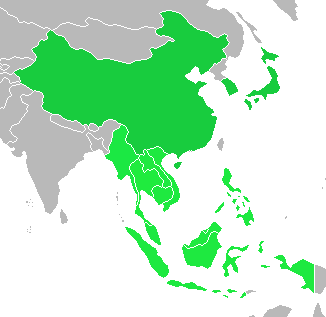
Mitgliedstaaten der ASEAN Plus Three

ASEAN Plus Three (Eigenbezeichnung ASEAN+3 [APT], zu Deutsch: ASEAN plus Drei) ist die Bezeichnung für Konferenzen der zehn ASEAN-Staaten zuzüglich der Volksrepublik China, Südkorea und Japan.
Das Gremium wurde im Dezember 1997 in Kuala Lumpur gegründet. Es ist die erste regionale Organisation, die lediglich ostasiatische Staaten umfasst. Japans Engagement, eine solche Organisation zu gründen, kann als Hauptantriebsmotor für die Entwicklung von ASEAN Plus Three gesehen werden.
ASEAN Plus Three ist auch eine Reaktion auf das Scheitern von ASEAN und APEC, Ostasien eine gemeinsame Stimme zu geben (siehe auch ASEAN-Gipfel 2009). Richard Stubbs geht davon aus, dass sich ASEAN Plus Three zur regionalen Schlüsselorganisation in Ostasien entwickeln wird. Seit 2005 findet außerdem das East Asia Summit (EAS) statt, an dem neben den ASEAN Plus Three noch weitere Staaten aus der Region teilnehmen.

## Aktivitäten
Am 6. Mai 2000 verabschiedete das ASEAN-Plus-Drei-Treffen der Finanzminister in Chiang Mai, Thailand, die sogenannte Chiang-Mai-Initiative.
Angestrebt werden Freihandelsabkommen zwischen der ASEAN und Japan sowie Südkorea, die bis 2012 abgeschlossen sein sollten. Dies kam allerdings zunächst nicht zustande, da keine Einigung erzielt wurde.
Für eine Übereinkunft mit Südkorea und Japan war vor allem der Agrarsektor ein Streitthema. Südkorea stimmte bereits vorher einem Freihandelsabkommen zu, welches alle wichtigen Agrargüter ausnahm, Japan verfolgte die Strategie, zunächst mit einzelnen ASEAN-Mitgliedstaaten bilaterale Abkommen abzuschließen. Die erste Freihandelszone trat mit der Volksrepublik China am 1. Januar 2010 in Kraft.
Am 10. Oktober 2013 fand der 16. ASEAN-Plus-Drei-Gipfel in Bandar Seri Begawan, Brunei statt.
2020 schlossen die ASEAN- bzw. AFTA-Staaten mit China, Südkorea, Japan, Australien und Neuseeland das RCEP-Ankommen (Regional Comprehensive Economic Partnership), welches 2022 in Kraft trat und die größte Freihandelszone der Welt darstellt.